# 은결
은결(隱結)은 토지대장에서 누락된 토지를 가리킨다. 
면세지(免稅地)를 가장하여 징세 대상에서 빠진 것으로 궁방(宮房)에 투탁(投託)하는 경우가 많았다. 토지 소유자가 은결하는 경우와 경작자가 은결하는 경우 이외에 조세를 관리하던 관리들이 부정으로 은결시켜 착복하는 경우도 있었다. 은결의 확대로 국가 재정이 크게 위협을 받았고, 일반 농민들은 상대적으로 부담이 커졌다. 은결이 많았던 시대는 숙종 때부터 철종 때까지였다.